# Федеральное агентство по физической культуре и спорту
Федеральное агентство по физической культуре и спорту (Росспорт) — федеральный орган исполнительной власти.
Агентство осуществляло функции по проведению государственной политики, нормативно-правовому регулированию, оказанию государственных услуг (включая противодействие применению допинга) и управлению государственным имуществом в сфере физической культуры и спорта.
Руководителем Росспорта с 2004 года до упразднения в 2008 году был Фетисов, Вячеслав Александрович.
Росспорт упразднён 7 октября 2008 года. Функции переданы Министерству спорта, туризма и молодёжной политики Российской Федерации.
В дальнейшем, указом Президента Российской Федерации от 21.05.2012 N 636 «О структуре федеральных органов исполнительной власти», Министерство преобразовано в Министерство спорта Российской Федерации. Часть функций при этом была передана Министерству образования и науки Российской Федерации, а часть — Министерству культуры Российской Федерации
Согласно Указу, «функции по выработке и реализации государственной молодёжной политики, а также по созданию условий для обеспечения здорового образа жизни, нравственного и патриотического воспитания молодёжи, реализации её профессиональных возможностей переданы Министерству образования и науки Российской Федерации, а функции по координации деятельности по реализации приоритетных направлений государственного регулирования туристской деятельности в Российской Федерации — Министерству культуры Российской Федерации».